# Dia em Memória de Todas as Vítimas da Guerra Química
O Dia em Memória de Todas as Vítimas da Guerra Química é um evento anual realizado em 30 de novembro como uma “homenagem às vítimas da guerra química, bem como para reafirmar o compromisso da Organização para a Proibição de Armas Químicas (OPAQ) para a eliminação da ameaça das armas químicas, promovendo assim os objetivos de paz, segurança e multilateralismo.” É oficialmente reconhecido pelas Nações Unidas (ONU) e é celebrado desde 2005. No dia de observância de 2013, o Secretário-Geral da ONU, Ban Ki-moon, fez um discurso onde afirmou:
Neste Dia de Memória, apelo à comunidade internacional para intensificar os esforços para livrar o mundo das armas químicas, juntamente com todas as outras armas de destruição em massa. Trabalhemos em conjunto para reunir todos os Estados sob a Convenção e promover a sua plena implementação. É assim que podemos honrar melhor as vítimas do passado e libertar as gerações futuras da ameaça das armas químicas.— Ban Ki-moon 

## História

Participação na Convenção sobre Armas Químicas, que entrou em vigor em 29 de abril de 1997
Assinado e ratificado
Aderido
Assinado mas não ratificado
Não signatário

Em 11 de novembro de 2005, durante o último dia da Décima Sessão da Conferência dos Estados Partes das Nações Unidas, os membros da ONU reconheceram oficialmente o Dia em Memória de Todas as Vítimas da Guerra Química, seguindo uma sugestão de Rogelio Pfirter, Diretor-Geral da Secretaria. Além disso, foi aprovada a proposta de Pfirter de erguer um monumento em Haia em homenagem a todas as vítimas da guerra química. O dia 29 de abril foi escolhido como data para a celebração do evento porque a Convenção sobre Armas Químicas entrou em vigor nesse dia em 1997.
Embora a maioria do mundo tenha desistido ou destruído os seus arsenais de armas químicas a partir de 2013, vários países ainda não o fizeram. Quatro deles, Egito, Israel, Sudão do Sul e Coreia do Norte, não ratificaram a convenção suspeitos de possuírem armas químicas. A Síria também é conhecida por possuir um arsenal considerável, e o Secretário-Geral Ban Ki-moon notou isto no seu discurso de 2013, condenando a nação pela sua alegada exploração de armas químicas na sua guerra civil em curso. Em 14 de setembro de 2013, os Estados Unidos e a Rússia anunciaram em Genebra que chegaram a um acordo pelo qual a Síria ratificaria o tratado e desistiria das suas armas químicas. O governo sírio tem cooperado e, desde novembro de 2013, todos os 23 locais de armas químicas declarados publicamente na Síria, excepto um, foram visitados por inspetores internacionais que desmantelam o programa de armas químicas sírio.
Na 20ª sessão da Conferência dos Estados Partes na Convenção sobre Armas Químicas, em 2015, a data foi alterada para 30 de novembro (ou o primeiro dia da sessão ordinária da Conferência, quando apropriado). Em vez disso, o dia 29 de abril foi designado “Dia Internacional da Fundação da Organização para a Proibição de Armas Químicas” (“Dia da OPAQ”).